# Agabus poppiusi
Agabus poppiusi är en skalbaggsart som beskrevs av Zaitzev 1907. Agabus poppiusi ingår i släktet Agabus och familjen dykare. Inga underarter finns listade i Catalogue of Life.